# Villalacre
Villalacre es una localidad situada en la provincia de Burgos, comunidad autónoma de Castilla y León (España), comarca de Las Merindades, partido judicial de Villarcayo, municipio de Junta de Traslaloma.

## Geografía
En la vertiente mediterránea de la provincia con acceso por la carretera provincial BU-V-5515 que atravesando Salinas de Rosío comunica con La Cerca en la autonómica BU-551.

## Situación administrativa
En las elecciones locales de 2007 correspondientes a esta entidad local menor fue elegido alcalde Fernando Ruiz López.

## Demografía
En el censo de 2007 contaba con 14 habitantes.

## Historia
Lugar de la Junta de Aforados en la Merindad de Losa perteneciente al Corregimiento de las Merindades de Castilla la Vieja, jurisdicción de realengo con regidor pedáneo.
A la caída del Antiguo Régimen queda agregado al ayuntamiento constitucional de Aforados de Losa , en el partido de Villarcayo perteneciente a la región de Castilla la Vieja, ostentando la capitalidad. 
Este municipio desaparece repartiéndos sus localidades entre Junta de Oteo y Junta de Traslaloma.

## Parroquia
Iglesia de San Bartolomé Apóstol , dependiente de la parroquia de Salinas de Rosío en el Arciprestazgo de Medina de Pomar, diócesis de Burgos.